# Crysis
Крајсис (енгл. Crysis) је пуцачка игра из првог лица коју је развио Крајтек (енгл. Crytek) и објавила компанија Електроник Артс (енгл. Electronic Arts) за Windows (енгл. Microsoft Windows) и објављена у новембру 2007. То је прва игра у серији игара Крајсис. Посебна игра под називом Крајсис Вархед (енгл. Crysis Warhead) објављена је 16. септембра 2008. године и прати сличне догађаје као Крајсис, али из друге наративне перспективе. У време када је Крајсис објављен, а након тога и годинама касније, похваљен због својих достигнућа у графичком дизајну (сразмерно високим хардверским захтевима).
Игра се заснива на будућности у којој је откривена масивна древна грађевина изграђена од стране ванземаљаца, укопана унутар планине на измишљеним острвима Лингсхан, близу обале источних Филипина. Кампања за једног играча даје улогу играчу да игра војника Делта јединице Америчке војске Џека Дуна (енгл. Jake Dunn), који се у игри назива његовим позивним знаком, Номад (енгл. Nomad). Номад је наоружан разним футуристичким оружјем и опремом, посебно "Нано оделом" (енгл. Nanosuit) који је инспирисан реалним војним концептом Ратника будућности. У Крајсис-у, играч се бори са Северно корејским и ванземаљским непријатељима у различитим срединама на острву и око њега.

## Начин Игре
Као и код претходне игре Крајтек-а Фар Крај (енгл. Far Cry), Крајсис је пуцачка игрица у првом лицу са много начина сусрета са циљевима.
Играч контролише војника Делта јединице под кодним називом Номад. Оружје играча се може прилагодити без паузирања тока времена, на пример мењања начина пуцања, мењања оптике или додавања пригушивача звука. Играч је такође у стању да изабере различите режиме у Номадовом војном "Нано оделу" који црпи енергију из енергије одела. Када је енергија одела исцрпљена, не могу се користити никакви модови и играч је осетљивији на оштећења све док се одело не напуни. Може се изабрати један од четири режима: Оклоп одбија оштећења и брже пуни енергију одела; Снага омогућава јачу борбу руку у руку, способност бацања предмета и непријатеља са смртоносном силом, вишим скоковима, стабилнијим циљањем и смањеним трзањем оружја; Брзина повећава брзину трчања и пливања, као и друге облике кретања као што је мењање оквира оружја; и Клоак (енгл. Cloak), што чини Номадa готово потпуно невидљивим и потискује буку при кретању.
Интегрисана маска одела има властити ХУД, приказујући типичне податке, укључујући тактичку карту, здравље, тренутне енергетске нивое и информације о оружју. Поглед је електронски по природи, приказан у игри кроз ствари као што су очитавање покретања и визуелна дисторзија током абнормалне операције. Посебно корисна помоћна функција је двоглед функција која омогућава играчу да зумира и електронски означава непријатеље и возила издалека, пратећи тако њихов покрет на тактичком дисплеју.
Играч може напасти непријатеље на различите начине; употребом прикривености или агресије, метцима или не-смртоносним средствима за успављивање, пушке за велику раздаљину или оружја кратког домета, и тако даље. Непријатељски војници користе тактичке маневре и раде као одреди. Сви војници ће реаговати на буку коју проузрокује играч, укључујући и сигналне бакље за позивање на појачање. Ако играч није откривен у том подручју, непријатељи ће показати опуштено понашање, али ако су свесни играча, они ће извући оружје и постати борбени.

### Оружја
Игра садржи јуришне пушке, аутомате, пиштоље, ракетне бацаче, сачмаре, минигане, снајперске пушке, гаусове пушке (или калемске пушке(енгл. coilguns)), МОАК (оружје слично митраљезу које испаљује делиће леда велике брзине), и ТАК Топ (ручни бацач нуклеарних граната). Већина оружја се може модификовати додацима; ови прилози се могу дати играчу на почетку, набављени од преузетог оружја, или купљени у више играчком моду. Могућности наставака има доста, чак и ако крајњи резултат изгледа чудно. На пример, 4к / 10к снајперска оптика се може причврстити на сачмару за пуцање ситне муниције, али очигледно нема практичне употребе за такву комбинацију. Поред тога, већина оружја има више режима паљења (појединачна / аутоматска ватра) и различите врсте муниције; на пример, КПА-ов ФЈ-71 може испалити и конвенционалне метке, као и запаљиве метке, који повећавају штету. Крајсис такође садржи неке карактеристике које су се појавиле у другим скорашњим пуцачинама, као што је обрачунавање већ уцевљених метака када дође до поновног мењања оквира.

### Возила
Присутан је велики избор возила, од којих је већина употребљива од стране играча. Расположива копнена возила се крећу од камионета до тенкова, док се бродови крећу од моторних бродова до лаких војних лебделица. Већи патролни чамац је доступан у прилагођеним мапама за више играча (енгл. Multiplayer) користећи уређивач за песак. Сва возила, укључујући Хумвије (енгл. Humvees), пикуп камионе, чак и тенкове, имају турбо режим који се може активирати преко Шифт тастера (подразумевано). Избор авиона је ограничен на Северно Корејски борбени хеликоптер и измишљени амерички ВТОЛ (енгл. VTOL) (сваки од њих може превести шест путника и две посаде). Крајтек је укључио и амфибијски ОТ, верзију ОТ-а на точковима која може путовати по води и копну, иако је ово возило било доступно само онима који су унапријед наручили игру.
Моделирање оштећења, иако ограничено у возилима, је најуочљивије у могућности пуцања гума, иако се возила на точковима могу кретати чак и ако су све гуме избушене, полако се котрљају по ободима. Возила на гусеницама, као што су тенкови или оклопни транспортери, могу изгубити гусенице због оштећења, али се могу наставити кретати иако нема начина да погонски ланчаници покрену возило. Изложене лименке гаса на Хумви-у могу се упуцати како би детонирали њихов садржај, што обично доводи до експлозије возила. Док гори, уништена возила ће проузроковати топлотну штету на предметима и карактерима. Недоступна возила приказана у игри укључују млазни авион, багер, виљушкар и из разлога размере, разарачи. Нико од ванземаљских машина не може бити командован од стране играча. Корпе на точковима који би се вероватно користили за кретање авиона или тешких возила, такође могу бити покренути од стране играча, али кретање је веома споро и корисно за нешто више од забаве и новости.

### Бише Играча
До 32 играча је подржано у свакој више играчкој партији у Крајсис више играчком моду, који је користио ГемСпај(енгл. GameSpy) мрежа и захтевала од корисника да има постојећи кориснички ИД или да направи нови. Постоје два различита режима, сваки са шест доступних мапа: Акција одмах(енгл. Instant Action), меч смрти(енгл. Deathmatch); и Борба за Моћ(енгл. Power Struggle), коју играју два супротстављена тима, од којих сваки покушава уништити штаб другог.
Борба за Моћ има америчке војнике Делта јединице који се боре против Северно Корејске војске; обе стране, имају наноодела. Сви играчи почињу наоружани само пиштољем и нано оделом. Оружје и возила се могу наћи на целој мапи, али се морају купити помоћу "Престиж бодова"(енгл. Prestige Points), који се зарађују убијањем непријатеља или заузимањем зграда.
Циљ Борбе за Моћ је да уништи непријатељски штаб, задатак који се постиже нуклеарним оружјем у облику ТАК Тенка, ТАК бацача или помоћу Сингуларити Танка, који генерише привремену црну рупу у циљаном подручју. Да би добио приступ нуклеарном или сингуларном оружју, играч мора прво присвојити "Фабрику за прототипе" која се користи да би их направила, а затим користити места ванземаљских судара која напајају фабрику енергијом, потребно је сакупити довољно енергије за изградњу оружја за масовно уништење.
Играч мора да скупља Престиже бодове, који се добијају убијањем непријатеља и преузимањем бункера, електрана и фабрика, да би купили оружје и возила, укључујући и било које од горе поменутих супер оружја. Нека од оружја у игри су митраљези, пиштољи, сачмарица, прецизна пушка, муниција, ракетни бацач, експлозиви и гаус пушка (оружје снајперског типа које може убити другог играча у једним метком).
Напредна оружја доступна за куповину у фабрици прототипова (осим нуклеарног и сингуларног оружја) захтевају 50% енергије. Оружје које играч може да купи је ручни минигун, МОАК који има бесконачну муницију и испаљује делиће леда, и МОАР, што је надоградња која се може прикључити МОАК-у, узрокујући да испаљује зрак који ће одмах замрзнути све непријатеље и нека возила.
Присвоји Заставу, првобитно планиран да буде укључен у игру, више није део линије режима игре, због сличности са Борба за Моћ. Чак и тако, Џек Мамаис (енгл. Jack Mamais), главни дизајнер, изјавио је да се Крајтек нада да ће овај режим развити модинг заједница. Крајтек ЦЕО Кеват Јерли је такође рекао да Тимска Акција не би био укључен као више играчки мод, јер би играчи тежили ка Акција одмах или Борба за Моћ.
Дана 14. априла 2014. године, Крајтек је објавио да више играчки мод је немогућ за репродуковање након што је ГемСпај искључио своје сервере 30. маја 2014. године.

## Прича
Игра почиње 7. августа 2020. године када Сјеверно Корејске снаге предвођена генералом Ри-Ћан Кјонг (енгл. Ri-Chan Kyong) преузме контролу над острвима Лингшан (енгл. Lingshan). Тим америчких цивила археолога, предвођен од стране др. Росенхал (енгл. Dr. Rosenthal), шаље позив у помоћ који указује да су открили нешто што би могло променити свет. Недељу дана касније Раптор тим Делта јединице Раптор тим је послат на острва, са основном мисијом да их евакуише и обезбеди све вредне информације које имају. Тим чине Номад (енгл. Nomad), Психо (енгл. Psycho), Астек (енгл. Aztek), Џестер (енгл. Jester) и вођа тима Профит (енгл. Prophet) (све шифрована имена); опремљени су технолошки напредним Нано оделом, који их штити од пуцњаве и експлозија, те им даје надљудску снагу и способности. Док обављају скок са високе надморске висине на једно од острва, непознати летећи ентитет прекида скок сударајући се у Номада, раздвајајући тим. Судар деактивира Номадово Нано одело и уништава његов падобран, али га је спасило његово нано одело јер је оно упило штету ударца. Након што се пробије до обале, Профет успева да поново активира Номадово одело са даљине, оспособљавајући функције Номадовог одела.
Како се Раптор тим регрупише након скока, Астек је убијен од непознатог ентитета. Када га пронађу, открију да је оно што га је убило је такође убило и раскомадало оближњи одред војника КНВ. Преостали чланови Раптор тима настављају са мисијом. Успут откривају брод који припадао таоцима смрзнут на брду близу обале острва. Они такође добијају први поглед на ванземаљце који нападају њихов тим када се летећи ванземаљска машина ушуња и зграби Џестера, убивши га убрзо након тога. Први талац који тим спашава испада да је агент ЦИА-e који је послан да прати рад др. Росенхала. У џунгли, Номад проналази другог таоца који се зове Бадовски мртав са леденим комадићима у леђима док се КНВ бори са ванземаљском машином у близини. Након што се Номад прегруписао са Профитом, Профит је изненада отет од стране друге летеће машине, која одлети с њим док је Профет у шаци машине. Убрзо након тога, Номада је преко радија контактирао мајор Кларенс Стрикланд (енгл. Major Clarence Strickland) из америчке војске, питајући га да ли жели да прекине мисију пошто је већина његовог тима убијена или нестала; Номад одбија, рекавши да још увек може да заврши мисију.
Номад се пробија до истраживачког комплекса Др. Росенхала, где је пронашао редак фосилизован артефакт старији од човечанства за два милиона година. Делимично ископани артефакт личи на једну од летећих машина (означених као "ексо одела") која је нападала тим. Росенхал такође спомиње и друга открића сличних артефаката у Авганистану и Сибиру, претпостављјући да су ванземаљци глобално присутни и да нису ограничени само на острво. Док Росенхал проводи скенирање артефакта, артефакт емитира снажан енергетски пулс који замрзне росенхала. Номадово Нано одело је у стању да одржава своју унутрашњу температуру, спашавајући му живот. Номад се затим састао са ВТОЛ-ом, након што је елиминисао четворочлану екипу КПА специјалних снага која је била опремљена са Нано оделима близу локације за слетање. Он о томе обавештава своје надлежне, јер су се америчке војске надале да ће спречити Кореанце да добију Нано одело технологију. Америчка војска тада почиње пуну инвазију на острво, на чијем је челу мајор Стрикланд. Док америчке снаге настављају до главног места ископа, централна планина на острву почиње да се распада, откривајући огромну ванземаљску структуру која је готово величине саме планине. Номад улази у ископине у бази планине, али га заробљавају људи Кјонг-а. Кјонг деактивира Номадово Нано одело, и Номад гледа беспомоћно, како Кјонг пуца у једног од таоца у главу и затим детонира експлозивне направе да би отворио структуру. Енергијски импулс се емитује из структуре и убија Кјонгове људе; пулс такође реактивира Номадово Нано одело. Кјонг такође носи Нано одело, напада Номада, али Номад успева га убити. Док се планина наставља да се распада, ВТОЛ евакуише посљедњег таоца, кћерку др Росентхал Хелену, али не успева спасити Номада.
Номад је заробљен и одлучује да настави у ванземаљску структуру. Структура се претвара у окружење без гравитације. Номад користи своје хидро-потиснике за маневрисање и сусреће се са непријатељским, интелигентним ванземаљцима. Он такође види могућу инвазиону силу која се састоји од многих ванземаљских машина. Номад успева да побегне, али структура ствара масивну сферу енергије која замрзава све унутар своје структуре до −129 °C (−200 °F). Кад је изашао напоље, Номад је нападнут од стране разних ванземаљских машина пре него што је нашао Профета. Профет је успео да направи оружје користећи технологију ванземаљаца, Молекуларни Убрзивач (МОАК). Профетово Нано одело је неисправно, захтевајући од њега да често зауставља и допуњује одело преко извора топлоте, као што су запаљена војна возила. Њих двојица напуштају ледену сферу и спашавају Хелену, чији се ВТОЛ срушио. Профет одлази са Хеленом на другом ВТОЛ-у. На САД тачки евакуације, један од последњих ВТОЛ-ова спашава Номада од незаустављивог четвороножног ванземаљског егзо одела-а(енгл. Exosuit). Баш кад ће егзо одело да уништи ВТОЛ, Мајор Стрикланд привлачи му пажњу пуцањем на њега користећи монтирани митраљез и егзо одело уместо ВТОЛ-а убија Стрикланда. Када напусте острво, пилот је убијен и мотори су оштећени. Номад враћа осакаћени ВТОЛ назад на УСС Constitution (ЦВН-80) Нападна група око носача авиона (енгл. USS Constitution (CVN-80) Carrier Strike Group) док се бори против ванземаљаца на путу.
Када су стигли тамо, поново се састаје са Психом и онда га испитује адмирал Ричард Морисон (енгл. Admiral Richard Morrison), који објашњава да је нуклеарни напад наређен против ледене сфере. Хелена га упозорава да ванземаљци могу апсорбовати енергију, али је адмирал игнорише. Профет враћа ВТОЛ натраг на острво против наредби. Упркос одласку Профета, нуклеарна ракета је лансирана у ледену сферу. Експлозија узрокује ширење ледене сфере и изазива масовни ванземаљски противнапад.
Номаду се наређује да поправи један од оштећених нуклеарних реактора. Нано одело је отпорно на високе нивое радиоактивног зрачења, иако се продужено излагање показало смртоносним. Док се Номад налази у реакторској соби, Хелена шаље експериментални сигнал кроз Номадово одело које узрокује да неколико ванземаљских машина упије превише енергије и преоптерети се, уништавајући их. Како се Номад враћа на аеродромску палубу (енгл. carrier's flight deck), Адмирал Морисон је убијен и Номад узима прототип ТАК-Топа. На палуби, Номад се бори са ванземаљским егзо оделом сличним оном који је убио Стрикланда. Масовни ратни брод ванземаљаца тада израња из мора, а Хелена успева да деактивира његове штитове слањем сигнала кроз Номадово Нано одело. Номад затим користи ТАК-Топ да уништи ванземаљски ратни брод, који се срушио на носач и почиње га потапа. Номад трчи преко аеродромске палубе и скаче са носача у ВТОЛ који чека, а којим управља Психо. Како одлазе, Хелена се скоро извуче из авиона по енергетском пољу које је створио уништени ванземаљски ратни брод. Брод вуче носач авиона испод површине и испарава, стварајући масиван вртлог који захвата и уништава читаву флоту око носача. Психо тада добија поруку да постоји још једна група транспортера на путу до острва и предлаже им да се састану са њима. Номад протестује, тврдећи да, пошто сада знају како поразити ванземаљце, морају наставити борбу. Тада је примљена порука од Профета, који је унутар енергетског поља на острву. ВТОЛ се затим види како се окреће и враћа се на острво.

## Развој

### Мотор Игре
Крајсис користи Microsoftов АПИ (енгл. Microsoft API), Директ3Д (енгл. Direkt3D) за рендеровање графике и укључује исти уредник који је Крајтек користио за креирање игре. Игра ради на новом мотору (КрајЕџине 2) који је насљедник Фар Крајовог КрајЕџина. КрајЕџине 2 био је међу првим моторима који су користили Директ3Д 10 (ДиректЕкс 10 (енгл. DirektX 10)) оквир за Windows Vista (енгл. Windows Vista), али је дизајниран првенствено за кориштење ДиректЕкс 9, како на Виста тако и на Windows ЕКС-П (енгл. Windows XP).
Рој Тајлор (енгл. Roy Taylor), потпредседник за односе са садржајем у Нвидији(енгл, Nvidia) (у то време), говорио је о сложености мотора, наводећи да Крајсис има преко милион линија кода, 1 GB података о текстури, 85.000 шедера (енгл. Shaders) и скоро три хиљаде странице кода.
Крајсис се често користи као бенчмарк (енгл. Benchmark) у рачунарским тестовима, пошто је Крајсис на највишим подешавањима и резолуцијама захтевао процесорску снагу од рачунара која није била могућа када је први пут објављена. У своје време, игра је била толико захтевна на претходном компјутерском хардверу да се израз "Али може ли покренути Крајсис?" често користио у вези са новим или моћним компјутерским хардвером, чак и више од деценије након објављивања Крајсис-а.

### Демо
Крајтек је 27. августа 2007. објавио да ће демо за једног играча бити објављен 25. септембра; међутим, датум је померен назад до 26. октобра.  Демо је садржавао читав први ниво, Контакт, као и уређивач песка. На Октобар 26 Крајтек је објавио да ће демо бити одложен најмање још један дан и објављен 27. октобра.  Међутим, на многим сајтовима је обезбеђен дан раније, а надзор је омогућио људима да преузму фајл директно са ЕА сервера раније него што је било предвиђено.
Убрзо након демо издања, неки ентузијасти су открили да, манипулишући конфигурационим фајловима, већина "веома високих" графичкa подешавања (обично резервисаних за ДЕКС10(енгл. DX 10)) могу бити активирана под ДЕКС9(енгл. DX 9). "Врло висок" ДЕКС9 графички режим изгледа готово идентично као ДЕКС10 мод, са одређеним графичким карактеристикама које се не могу исправно репродуковати под ДЕКС9, као што је Покретно Објектно Замућење.

### Уредник Песка
Крајсис  садржи уредник нивоа назван Песак, слично као  Фар Крајов, у којим се могу креирати и уређивати нови нивои. Такви нивои ће имати пуну подршку у свим модовима за више играча. Ово ће омогућити играчу да лако направи сопствене нивое, гледајући све у реалном времену унутар уредника. Играч такође може скочити на мапу на којој раде у било које вријеме како би је тестирао. Уредник је исти онај који је користио Крајтек за креирање игре. 
Као што је наведено у прочитај ме датотеци која прати Песак, Windows ЕКС-П Професионално х64 Издање или Windows Vista x64 су једини званично подржани оперативни системи за покретање уређивача. Према Крајтек-у, коришћење 32-битног ОС-а може довести до нестабилности са нивоима производне величине због мале количине виртуелне меморије која је доступна и стога није подржана.

### Конзолне верзије
У јулу 2011. године откривено је да су и ЕСРБ и еквивалентни одбор за оцјену корејске оцјене оцијенили изворни  Крајсис  за Xbox 360(енгл. Xbox 360) и PlayStation 3 (енгл. PlayStation 3).
Дана 8. септембра 2011. на Крајтековој Твитер(енгл. Twitter) страници објављена је трејлер (енгл. Trailer) са снимком у реалном времену.  Показао је потпуно нове карактеристике за конзоле, укључујући сва нова осветљења, нове ефекте и нове контроле Нано оделна, фино подешену борбу и пуну стереоскопску 3Д подршку.  Ова верзија је само за преузимање. "Изузетно смо поносни на оно што смо успели да постигнемо са Крајсис-ом", рекао је Крајтек ЦЕО (енгл. CEO) Кеват Јерли (енгл. Cevat Yerli). "Намеравали смо да креирамо ФПС следеће генерације и пружили смо ПЦ искуство које је постало бенчмарк за квалитет - и још увек је за многе играче чак и четири године касније." Увођењем кампање за једног играча у конзолу, верујемо да смо поново поставили нови стандард за квалитет играња које се може преузети, додао је он.  Међутим, за разлику од оригинала, Xbox 360 и PlayStation 3 верзије игре недостаје на мрежна више играчка компонента као и друга до последње мисије кампање под називом "Васкрсење".  Такође, ни проширење  Вархед  нити  Варс  нису укључена. Објављен је 4. октобра 2011.

## Маркетинг
Ограничено или колекционарско издање  Крајсис  назива се  Специјално Издање . Три диска  Крајсис Специјално Издање  садржи следеће: 
- Челична књига кућиште (Није доступно у америчкој верзији)
- Крајсис  игра ДВД
- Крајсис  бонус садржајни ДВД садржи:
  - "Израда  Крајсиса " и "Упознајте Девелопере"
  - Први  Крајсис  концепт видео
  - Додатни "кључни трилери"
  - Кратак видео оригиналног концепта и продукције уметничког рада
  - Висока резолуција снимака екрана
  - Сторибордови
- Упутство за игру на 28 страница
- 16 страница Концепт-арт (енгл. Concept Art) Брошура
- Ексклузивни у игри " Амфибија АПЦ" возило у више играчком моду
- Званична звучна трака ЦД и композитор Инон Зур (енгл. Inon Zur)
- Јужноафричко издање је укључило и ЕА Крајсис мајицу

## Крајсис Вархед
Крајсис  је најављен као прва игра у трилогији од Крајтек-а.  Упркос томе, следећа игра издата под  Крајсис  име није било друго поглавље у трилогији.  Објављен за Windows 16. септембра 2008. године у Северној Америци и 19. септембра 2008. године у Европи,  Крајсис Вархед  је самостална експанзија која омогућава играчу да игра причу испричану у оригиналном  Крајсису , али овај пут са гледишта наредника Мајкла Сајкса (енгл. Sgt. Michael Sykes), такође познат као "Психо" (енгл. Psycho). Елемент за више играча у Крајсис Вархед се сада зове Крајсис Варс (енгл. Crysis Wars)

## Пријем

### Критични пријем
По његовом објављивању,  Крајсис  је наишао на критичку похвалу. Агрегатор прегледа веб сајт Метакритик (енгл. Metacritic) је оценио ПЦ верзију 91/100,  Xbox 360 верзија 81/100,  и ПлаиСтатион 3 верзија 81/100.  Игра је добила 98% у  ПЦ Гамер (енгл. PC Gamer) САД Холидај 2007 издању, што га чини једном од најбољих игара икада у  ПЦ Гамер , повезивање са  Халф-Лифе 2 (енгл. Half-Life 2)  и  Сид Меиер'с Алпха Центаури (енгл. Sid Meier's Alpha Centauri) .  ГамеСпот (енгл. GameSpot) доделио је  Крајсис  резултат од 9.5 од 10, описујући га као "лако једног од највећих пуцачина икада направљених." ГамеСпај (енгл. GameSpy) му је дао 4,5 од 5, тврдећи да су снаге одела биле забавне, али и критиковали више играчни део игре због тога што није имао тимски меч смрти.  Екс-Плај (енгл. X-Play) је дао 3 од 5 на посебној епизоди "Водич за викендне Купце", хвалећи графику и физику, али је критиковао оштри хардверски захтеви, као и тврдња да је игра оверхипована са просечном начином игре.   ГамеПро (енгл. GamePro) је почастио  Крајсис  са оценом 4,75 од 5, рекавши да је то 'велики корак напред за ПЦ играње, "али је критиковао стрме хардверске захтеве. ИГН (енгл. IGN) му је доделио 9,4 од 10, поздрављајући га као "један од забавнијих балистичких обрачуна у доста времена."  Ретроспективна ревизија за бит-текх.нет(енгл. bit-tech.net) у јуну 2010. критиковала је игру због тога што није испунила своје обећање пред објављивањем, рекавши да уметнички правац био је "досадан и монотон," да је наноодело био незадовољавајући и да би се прича могла сажети на "Спасити ове људе који изгледају да их држе у заточеништву Корејци. Ох, не Ванземајци!" Ревизија је закључена рекавши: "Крајсис је био симбол стила у односу на суштину." 

### Продаја
Према Тхе симЕксћенг (енгл. The simExchange), НПД Група је известио да је  Крајсис  преселио 86,633 малопродајних јединица у прве две недеље свог објављивања у Северној Америци,  али док је победила њихова очекивања, продаја се сматрала разочаравајућом у целини.  Два месеца касније, на Конференција о зарадама Елетроник Артс-а, објављено је да је Крајсис достигао бројку од милион јединица и да је премашио њихова очекивања.  Сребрна "продаја награда од Ентертеинмент анд Леисуре Софтвере Публишерс Асосиашон(ЕЛСПА)(енгл. Entertainment and Leisure Software Publishers Association),  означава продају од најмање 100.000 копија у Уједињеном Краљевству. 
С друге стране, Кеват Jерли изјавио је током интервјуа за ПЦ Плаj у априлу 2008. године да је био разочаран што је игра предводила графикон у пиратерији и због тога његов студио неће производити више ПЦ ексклузива, јер је веровао игри као  Крајсис  продао би четири до пет пута више копија ако би био објављен на конзолама.   Дие Велт (енгл. Die Welt)  такђе је рекао да је пиратерија напустила игру са разочаравајућом продајом до Априла. ТоррентФреак(енгл. TorrentFreak) указују на то да је  Крајсис  заиста једна од највише пиратираних ПЦ игара године.  У јуну 2008. Кеват је изјавио да иако њихове наде нису испуњене, игра је достигла своја реална очекивања  и у августу је додао да је упркос свом милионском буџету игра је постала профитабилни за њих.  До маја 2010. игра је продата преко 3 милиона јединица (и самостална експанзија око 1,5 милиона јединица)  што га чини једним од најпродаванијих ПЦ игара свих времена.

### Награде
ГамеСпот је наградио Крајсис ”Најбоља пуцачина” у својим наградама ”Најбоље оф 2007”, рекавши да је ”овај отворени, хитни игривост - способност да ухватимо наше изазове на било који начин који пожелимо”. Додијелили су му и награду "Најбоља графика: Техничка" и "Најбоља ПЦ игра" наводећи да су "борбе у игри лепе за гледање, али изузетно интензивне ствари које вас присиљавају да брзо размислите - и награди вас за то." То је динамична игра, коју можете играти неколико пута да бисте открили нове ствари и експериментисали са различитим приступима.”
 ПЦ Гамер  наградио је Крајсис са ”Игра године„ и Акција игре године у свом Марта 2008, Награде за игре године”. "ПЦ Гамер" је такође приметио да је "Крајсис гурнуо ПЦ играње на нови плато, удајући се за најнапреднију графичку машину која је икада створена са феноменалном игром. Од кинематографског отварања до кредита до завршетка клифхангера, Крајсис очарава."
 Гамереацтор(енгл. Gamereactor) је дао  Крајсису  савршену десетку, и додијелио јој је "Најбољу акциону игру 2007", рекавши да је "жанр акције заувијек промењен."
ИГН је дао  Крајсис-у награду Уредников Извор Награда, рекавши да ”Хало 2(енгл. Halo 2) - тип завршетка ... није био довољан да ме одврати од срдачно препоручим ово фановима акције. "

### Легат
У време издавања,  Крајсис  је била једна од најскупље рачунарски скупе игре на тадашњем хардверу, отприлике у време када је ПЦИ Екпресс(енгл. PCI Express) постао стандард за видео картице. Због рачунарске потражње, израз "Али може ли да покрене Крајсис? " постао је Интернет меме, постављајући питање да ли лични компјутерски системи са најбољим могућим хардвером могу да покрену игру у максималном квалитету и резолуцији. Фраза је шаљиво примењена на рачунаре без игара (као што су НАСА маинфраме) да би се поставило питање да ли су рачунари довољно снажни да покрену софтвер. Будуће  Крајсис  игре, које су заједнички развијене и за персоналне рачунаре и за конзоле, биле су више фокусиране на добре перформансе на свим платформама, те су одустале од неких захтевних аспеката рендеринга игре, и тако ућуткало питање "Али може ли да покрене Крајсис?"

## Наставци
Дана 30. маја 2009. Крајтек је објавио друго поглавље у трилогији  Крајсис , која се наставила тамо где је завршена прва игра. Објављен 22. марта 2011,  Крајсис 2  је развијен за Microsoft Windows, PlayStation 3 и Xbox 360.  Поред тражења заштитног знака Сједињених Америчких Држава на име  Крајсис ,  Крајтек је тражио да се заштитни знак назива  Крајсис Варс ,   Свет у Крајсису ,  и  Крајсис Вархед . 16. априла 2012. ЕА и Крајтек су званично објавили да је  Крајсис 3  у развоју. Игра је објављена у фебруару 2013. године.